# Rimschweiler
Rimschweiler is een plaats in de Duitse gemeente Zweibrücken, deelstaat Rijnland-Palts, en telt 1816 inwoners (2005).
Van 1913 tot 1967 was er in Rimschweiler een station aan het inmiddels opgeheven lokaalspoorweg van de Hornbachbahn.
In 1986 botsten over de Kirschbacherhof twee jets van de US Air Force van het type McDonnell F-15 Eagle. Een machine stortte neer in het centrum van Rimschweiler en zette daar gebouwen in brand. De tweede machine stortte neer in een bos op een paar honderd meter ten noorden van de protestantse kerk. Bij de crash werd een burger uit Rimschweiler gedood en raakten vier andere burgers gewond. Een van de twee piloten vond de dood, de ander raakte lichtgewond.
Bubenhausen · Ernstweiler · Ixheim · Mittelbach-Hengstbach · Mörsbach · Niederauerbach · Oberauerbach · Rimschweiler · Wattweiler